# Gijzeling Apple Store Amsterdam
De gijzeling Apple Store Amsterdam is een gijzeling die plaats heeft gevonden op dinsdag 22 februari 2022 in de Apple Store op het Leidseplein in Amsterdam. De dader had vuurwapens en explosieven bij zich en eiste miljoenen in cryptovaluta. Hij had één gijzelaar, terwijl ongeveer 40 andere mensen zich in het gebouw verscholen hielden, van wie sommigen tussendoor werden bevrijd. Nadat de gijzelaar uit het gebouw ontsnapte en de gijzelnemer buiten achter hem aanrende, werd de gijzelnemer aangereden door een politieauto die werd ingezet als geweldsmiddel. De gijzelnemer overleed een dag later in het ziekenhuis aan zijn verwondingen.

## Verloop
Om 17.38 uur op 22 februari 2022 kreeg de meldkamer van de politie Amsterdam een 112-melding van een voorbijganger over een persoon met een wapen. 30 seconden later belt de beveiliging van de Apple Store dat er geschoten is en het een gijzeling in de Apple Store betreft. De Officier van Dienst Operationeel Centrum (OvD-OC) van de politie alarmeerde direct de Dienst Speciale Interventies (DSI). Om 17.41 uur was een eerste politieauto, de wijkagent ter plaatse. Om 17.45 uur was het Rapid Response Team van de DSI ter plaatse. 
De dader had zelf het callcenter van de politie gebeld, 200 miljoen euro aan cryptovaluta geëist en gedreigd zich op te blazen. Veel bezoekers verlieten de winkel in de tussentijd. De dader had een semiautomatisch wapen en een handwapen, en hij droeg een camouflagepak en iets gelijkend op een bomvest. Hij beschoot de arriverende politie met het semiautomatische wapen, waarbij geen gewonden vielen.
Het Leidseplein werd volledig ontruimd. De gijzelnemer liep rond in de winkel en hield een gijzelaar onder schot. Hij belde met onderhandelaars van de politie, en eiste 200 miljoen euro aan cryptovaluta en een vrijgeleide. Tientallen mensen bevonden zich in het gebouw, onder wie vier mensen die zich op de begane grond verscholen hielden in een bezemkast. De gijzelnemer appte berichten en foto's naar de lokale Amsterdamse zender AT5, die meteen de politie contacteerde.
De politie verzocht omwonenden en werkenden aan het Leidseplein binnen te blijven. Bezoekers van debatcentrum De Balie naast de winkel moesten wegblijven bij de ramen. Het gebied rondom het plein werd afgezet. Politiehelikopters vlogen erboven. De Dienst Speciale Interventies en de Koninklijke Marechaussee waren ook aanwezig.
Apple-werknemers die zichzelf hadden verschanst in de kantine, werden bevrijd. Tientallen mensen verlieten het pand en werden opgevangen door de politie. Ze legden op het bureau getuigenverklaringen af.
De gijzelnemer vroeg water aan de onderhandelaars. Een politierobot bracht het naar de deur van de winkel. De gijzelaar kon het water aannemen, maar rende weg. De gijzelnemer rende hem dwars over het Leidseplein achterna. Hij werd doelbewust aangereden met een politieauto en viel zwaargewond neer. Terwijl hij onder schot werd gehouden, onderzocht een explosievenrobot hem. Meer mensen uit de winkel werden intussen in veiligheid gebracht.
Nadat er geen sprake bleek te zijn van explosieven, werd de gijzelnemer verzorgd en per ambulance naar het ziekenhuis gebracht. Hij was niet meer aanspreekbaar en overleed op de avond van 23 februari aan zijn verwondingen.

## Achtergrond
Het Amerikaanse technologiebedrijf Apple heeft wereldwijd honderden eigen winkels. Men kan er terecht voor de aanschaf voor nieuwe producten of vragen hierover. De Apple Store aan het Leidseplein in Amsterdam was de eerste in Nederland, en werd op 3 maart 2012 onder grote belangstelling geopend.
De DSI is de antiterreureenheid van de Nederlandse politie. De organisatie bestaat uit specialisten van zowel politie als defensie, een unieke combinatie in Europa. Aanleiding voor de oprichting in 2006 was de langdurige arrestatie van twee leden van de Hofstadgroep twee jaar daarvoor, waarbij leden van het arrestatieteam gewond raakten.
Cryptovaluta zijn een soort digitale munteenheid. Criminelen gebruiken vaak cryptovaluta om snel, makkelijk en anoniem zaken te doen.

## Onderzoeken

### Dader
De politie heeft dezelfde avond twee woningen doorzocht; een was van de gijzelnemer zelf, in de andere kwam hij vaak.
Het misdrijf werd gepleegd door Abdel Rahman Akkad (27), geboren in Amsterdam. Hij was meerdere malen met justitie in aanraking gekomen, waaronder een veroordeling voor wapenbezit. Zijn laatste veroordeling was in mei 2021 voor het belagen van zijn ex-vriendin. Hij vertoonde regelmatig verward gedrag en was bekend bij de hulpverlening. In 2018 had hij een installatiebedrijf opgericht, waarvan nooit jaarrekeningen waren gedeponeerd. Zijn vader is Syrisch en woont op het binnengevallen adres.
Akkad werkte als bezorger voor Albert Heijn. Hij was gearriveerd met een AH-bestelbus, die de hele avond met knipperlichten voor de winkel stond. De explosieven waren echt, maar stonden niet op scherp. Na zijn dood werd zijn vervolging gestaakt, maar het opsporingsonderzoek ging door. Naast het bevragen van getuigen werden gegevensdragers uit de woningen uitgelezen. Het onderzoek moest meer duidelijkheid scheppen over zijn motief en de oorsprong van de explosieven.

### Marechaussee
De chauffeur van de wagen die Akkad aanreed was een marechaussee werkzaam voor de DSI. De Rijksrecherche deed onderzoek omdat de gijzelnemer met geweld was overmeesterd. Er werden diverse getuigen gehoord, inclusief de gijzelaar. Daarnaast was er forensisch onderzoek op het Leidseplein en aan het bomvest en de vuurwapens. Ook werd er onderzoek gedaan aan het voertuig. De marechaussee werd niet vervolgd, omdat hij volgens het Openbaar Ministerie binnen de ambtsinstructie handelde. Gebruik van het dienstwapen was vanwege de informatie over explosieven niet gepast geweest. Het arrondissementsparket Oost-Nederland beoordeelde het onderzoek naar zijn optreden vanwege zijn militaire status.

## Nasleep

### Sociale media
Tijdens de gijzeling deelden mensen op sociale media, inclusief 'juicechannels' op Instagram, informatie over nog in het gebouw aanwezige mensen. De politie had opgeroepen hiervan af te zien, vanwege het vermoeden dat de dader berichtgeving volgde. De politie benaderde mensen met livestreams actief met het verzoek te stoppen.

### Slachtoffers
Eerst werd gedacht dat het om een Brit ging, later bleek de gijzelaar een 44-jarige Bulgaar te zijn. Via Slachtofferhulp Nederland, die hem bijstond, liet hij weten niet in de media te willen verschijnen en riep op beelden van de gijzeling te verwijderen. Hij en de vier slachtoffers in de bezemkast kregen van de Amsterdamse burgemeester Femke Halsema een heldenspeld voor "moed en daadkracht".
De uit het pand bevrijde slachtoffers kregen slachtofferhulp aangeboden.
Op 23 en 24 februari stond er op het Leidseplein een bus van Slachtofferhulp waar betrokkenen hun verhaal kwijt konden.

### Apple
Op 23 februari verklaarde Apple opgelucht te zijn dat de werknemers veilig waren. Het bedrijf antwoordde niet op vragen en deed geen mededelingen over de toestand van het personeel. Werknemers mochten van Apple niets zeggen tegen de pers.
De winkel in Amsterdam bleef meerdere dagen dicht, de andere Apple Stores in Haarlem en Den Haag alleen op 23 februari.

## Media
- Op 22 februari 2024 - twee jaar na de gijzeling - kwam streamingdienst Videoland in samenwerking met de Amsterdamse stadszender AT5 met een tweedelige documentaire over het verloop van de gijzeling.
- Netflix maakte een film, genaamd iHostage, omtrent de gijzeling.[21] Deze ging op 18 april 2025 in première. Rollen in de film waren weggelegd voor onder anderen Soufiane Moussouli, Marcel Hensema, Loes Haverkort, Louis Talpe, Everon Jackson Hooi en Thijs Boermans.[22][23]